# Eric Cartman
Eric Theodore Cartman – postać fikcyjna stworzona przez Matta Stone’a i Treya Parkera, obok Stana Marsha, Kyle’a Broflovskiego i Kenny’ego McCormicka, jeden z głównych bohaterów serialu animowanego Miasteczko South Park. Postać po raz pierwszy pojawiła się w 1992 roku w filmie krótkometrażowym The Spirit of Christmas, gdzie nazywała się Kenny, a następnie w jego drugiej części z 1995 roku. W serialu zadebiutowała w pilotażowym odcinku Sonda analna Cartmana, wyemitowanym 13 sierpnia w 1997 roku. W oryginalnej wersji językowej Cartman przemawia głosem Treya Parkera, zaś w polskiej Macieja Kowalika. W pierwszej wersji polskiego dubbingu, zrealizowanej w 2001 roku, głosu użyczał mu Mieczysław Morański. Chociaż znane jest jego pełne imię, znany jest przede wszystkim z nazwiska, bo inni bohaterowie serialu przeważnie mówią o nim per „Cartman”.

## Charakterystyka
Jest uczniem czwartej klasy szkoły podstawowej, wychowywanym przez samotną matkę w fikcyjnym miasteczku South Park w stanie Kolorado. Przedstawiany jest jako agresywny, uprzedzony, arogancki narcyz, którego twórcy opisują jako „małego Archiego Bunkera”, głównego bohatera sitcomu All in the Family. Cechy te zostały znacząco podkreślone w kolejnych sezonach, w których postać ewoluowała, stając się psychopatą, i manipulantem. Cartman jest wysoce inteligentny – mimo młodego wieku, potrafi zmanipulować innych ludzi i przekonać do swoich planów, które często udaje mu się zrealizować.
Przez pozostałych głównych bohaterów nazywany jest „spaślakiem”, ze względu na swoją otyłość wielokrotnie wyszydzany jest przez kolegów, co stanowi powracający w serialu motyw. Często przedstawiany jest jako antagonista albo złoczyńca, którego czyny wprowadzają w ruch serię wydarzeń będących główną osią fabularną wielu odcinków. Pozostałe dzieci i koledzy z klasy z reguły są przez niego wyszydzani ze względu na jego nieczułe, rasistowskie, ksenofobiczne czy antysemickie zachowania i nastawienie, ale od czasu do czasu dają się mu zmanipulować.
Mimo nietolerancji wobec innych kultur, przejawia tendencje do uczenia się obcych języków. W odcinku Ja z przyszłości rozmawia ze swoimi pracownikami po hiszpańsku, którego nauczył się tylko po to, żeby móc lepiej im rozkazywać. Zna również niemiecki, którym przemawia przebrany za Adolfa Hitlera podczas wiecu w odcinku Pasja żyda, jak również w odcinku Dowcipobot.
Ze względu na swoje poglądy, często wchodzi w zatargi z kolegami, przede wszystkim z Kyle’em, który jest żydem. Antysemityzm Cartmana i religia Kyle’a wielokrotnie prowadzą do sporów pomiędzy nimi albo są zalążkami fabuły. Z reguły jednak motorem napędowym działań Cartmana jest chęć bycia lepszym od Kyle’a. Przykładowo w odcinku Chrześcijański Pornorock zakłada zespół grający rock chrześcijański i zakłada się z Kyle’em o to, kto pierwszy osiągnie status platynowej płyty. Zespół Cartmana zostaje zdyskwalifikowany, a chociaż posiada dużą grupę fanów i generuje miliony dolarów zysku, Cartman jest niepocieszony, ponieważ przegrał zakład. Kenny i jego rodzina wielokrotnie stają się obiektem szykan Cartmana ze względu na to, że żyją w ubóstwie i utrzymują się z zasiłku.

## Znaczenie w popkulturze
Cartman uznawany jest za najpopularniejszą postać z Miasteczka South Park. Również twórcy przyznają, że jest on ich ulubionym bohaterem, z którym w dużym stopniu mogą się identyfikować. Ze względu na politycznie niepoprawne zachowania, postać była obiektem zarówno pochwał, jak i krytyki. Cartman wielokrotnie znalazł się na liście najbardziej rozpoznawalnych animowanych postaci wszech czasów. W codziennym użyciu Amerykanów znalazły się często powtarzane przez Cartmana frazy: „Pieprzcie się, idę do domu” (ang. Screw you guys, I’m going home) i „Uszanuj moją władzę” (ang. Respect my authoritah).